# Ochrid
Ochrid (bulgariska: Охрид) är ett distrikt i Bulgarien.   Det ligger i kommunen Obsjtina Bojtjinovtsi och regionen Montana, i den nordvästra delen av landet, 80 km norr om huvudstaden Sofia.